# Chabařovice
Chabařovice är en stad i Tjeckien.   Den ligger i regionen Ústí nad Labem, i den nordvästra delen av landet, 70 km nordväst om huvudstaden Prag. Chabařovice ligger 175 meter över havet och antalet invånare är 2 329.
Terrängen runt Chabařovice är kuperad åt nordost, men åt sydväst är den platt.Runt Chabařovice är det ganska tätbefolkat, med 248 invånare per kvadratkilometer. Närmaste större samhälle är Ústí nad Labem, 6,5 km öster om Chabařovice. Omgivningarna runt Chabařovice är en mosaik av jordbruksmark och naturlig växtlighet.